# Üvvärjärv
Üvvärjärv (est. Üvvärjärv) – jezioro w Estonii, w prowincji Valgamaa, w gminie Haanja. Należy do pojezierza Haanja (est. Hannja järved). Położone jest na północ od wsi Kaloga. Ma powierzchnię 2,3 ha, linię brzegową o długości 659 m, długość 250 m i szerokość 135 m. Sąsiaduje m.in. z jeziorami  Vällämäe Küläjärv, Mäe-Tilga, Mäe-Tilga Kogrõjärv, Tammsaarõ, Saaluse Kõrdsijärv, Puustusjärv. Położone jest na terenie obszaru chronionego krajobrazu Haanja (est. Haanja looduspark). Jezioro zamieszkują m.in.: szczupak, płoć, okoń.